# جينغ مين
جينغ مين (بالصينية: 郑敏) (18 يوليو 1920)؛ كاتِبة وشاعرة صينية. درست في جامعة براون.